# Mesoleptus fallax
Mesoleptus fallax là một loài tò vò trong họ Ichneumonidae.